# Feuerwehrmuseum (Bamberg)

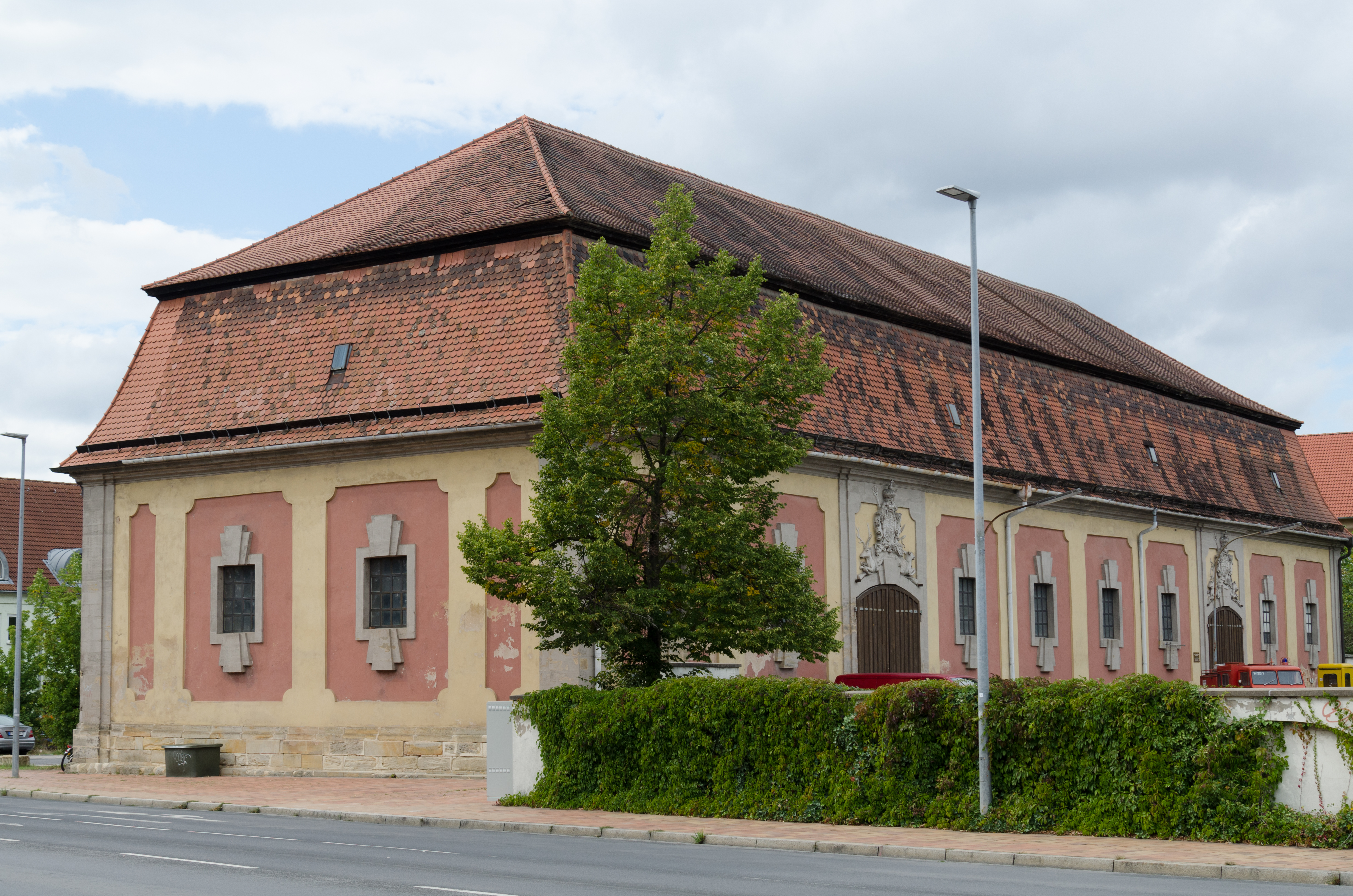
Das fürstbischöfliche Jagdzeughaus, in dem sich das Museum befindet

Das Feuerwehrmuseum Bamberg wird von einem gemeinnützigen Verein betrieben und stellt historische Feuerwehrtechnik einschließlich ausgemusterter Fahrzeuge aus. Neben Motorfahrzeugen der Marke Magirus-Deutz gehören Leitern der Nürnberger Firma J. A. Stahl und Löschgerätschaften aus Bamberger Produktion zu den Exponaten. 
Das 1984 eröffnete Museum dient nicht nur als Sehenswürdigkeit der Stadt Bamberg, sondern auch als Informationszentrum für die Technik der Bamberger Hilfsorganisationen. Das Museum befindet sich in der Siechenstraße in Bamberg (fürstbischöfliches Jagdzeughaus). Auf mehreren Ebenen werden Einsatztaktiken, Materialien, Armaturen, Schutzkleidung und Fahrzeuge aus verschiedenen Epochen gezeigt.

## Belege
- Offizielle Website

Koordinaten: 49° 54′ 7,7″ N, 10° 53′ 15,3″ O